# Гідрофобна взаємодія

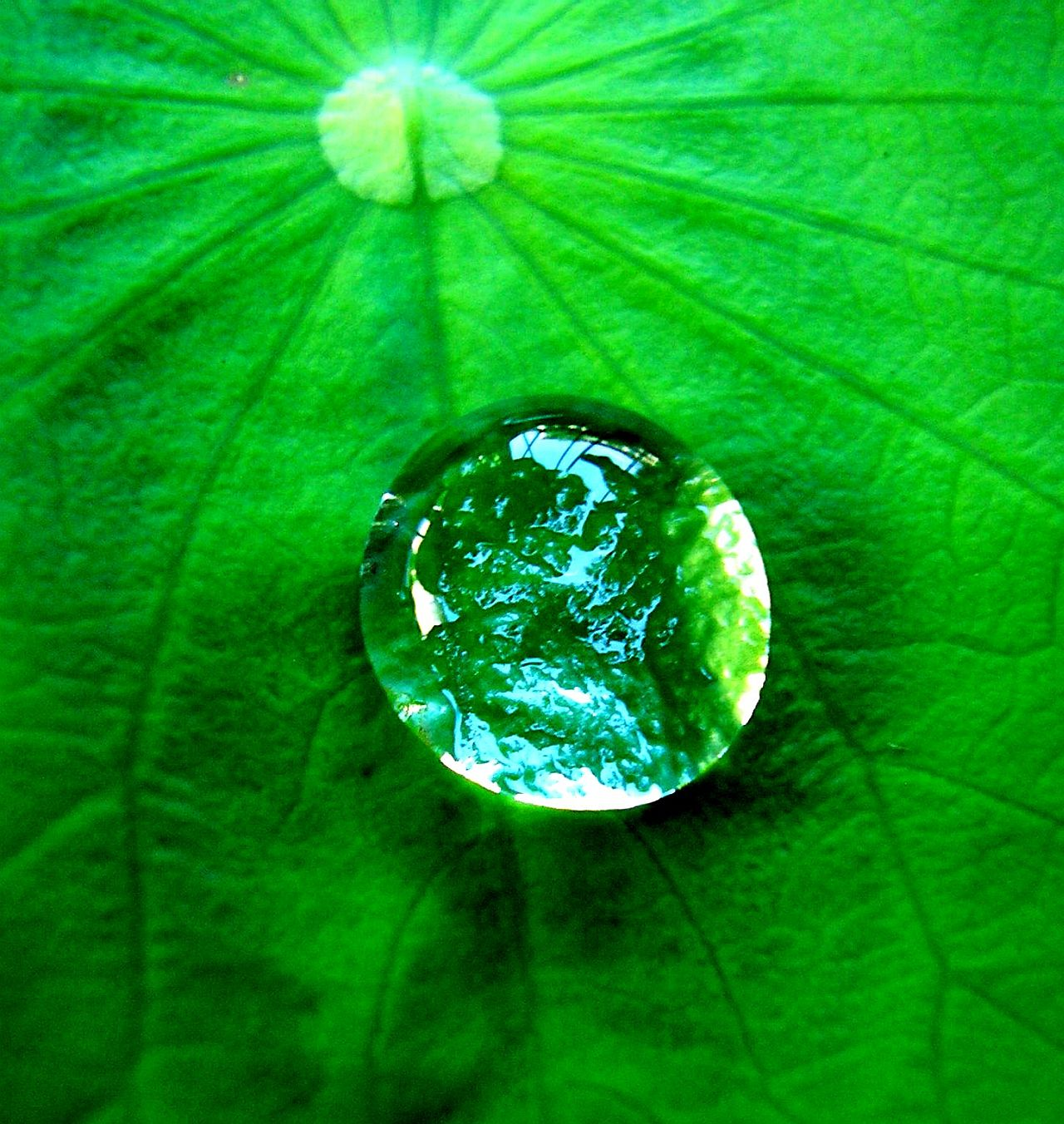
Краплинка води має сферичну форму, щоб мінімізувати контакт з гідрофобною поверхнею листка.

Гідрофобний ефект (від грец. hydro — «вода» і phobos — «страх») — властивість речовин, що складаються з неполярних молекул, формувати міжмолекулярні агрегати у водному середовищі і аналогічні цьому ефекту внутрішньо- та міжмолекулярні взаємодії. На макроскопічному рівні гідрофобний ефект очевидний, коли змішані олія і вода формують окремі шари, або коли вода збирається у краплинки на гідрофобних поверхнях, наприклад поверхні воску. На молекулярному рівні гідрофобний ефект є важливою силою, що у великій мірі відповідає за утворення біологічних структур, зокрема згортання білків, міжбілкові взаємодії, утворення ліпідних мембран, структуру нуклеїнових кислот і взаємодію білків з малими молекулами.
Згідно з солвофобною теорією зворотної фазової хроматографії (RPC), гідрофобний ефект викликається втратою водневих зв'язків і вищою вартістю ентропії формування западини молекулами розчинника навколо неполярних молекул. Ці втрати можна мінімізувати, збираючи неполярні молекули разом.

## Причини гідрофобного ефекту
Причини гідрофобного ефекту не до кінця зрозумілі. Є дані, що гідрофобні взаємодії в основному є ентропійним ефектом, що спричинений розривом динамічних водневих зв'язків між молекулами рідкої води внаслідок розчинення неполярної речовини. Вуглеводневий ланцюг чи подібна неполярна група або молекула нездатна утворити водневі зв'язки з водою. Включення в воду такої поверхні, яка не може утворити водневі зв'язки, спричиняє розрив 3D-мережі водневих зв'язків між молекулами води. Внаслідок цього, щоб мінімізувати розрив такої мережі, водневі зв'язки між молекулами води переорієнтовуються тангенціально до неполярної поверхні, що призводить до утворення структурованої водної «клітки» (або, іншими словами, сольватної оболонки) навколо цієї поверхні. Рухливість молекул води, які формують згадану «клітку», обмежена. В сольватній оболонці малих молекул рухливість зменшується на величини порядку 10%, наприклад у випадку розчинення Xe за кімнатної температури рухливість зменшується на 30%. У випадку ж довгих неполярних молекул обертальна та поступальна рухливість молекул води в сольватній оболонці може зменшуватися у 2-4 рази. Так, при 25 °C характерний час обертання молекул води зростає з 2 до 4-8 пікосекунд. Це призводить до значного зменшення трансляційної та обертальної ентропії молекул води і робить процес розчинення неполярних молекул невигідним, тобто такий процес підвищує енергію Гіббса системи. Якщо ж неполярні молекули агрегують, поверхня їх контакту з молекулами води зменшується, що мінімізує даний ефект.